# 流動應用程式

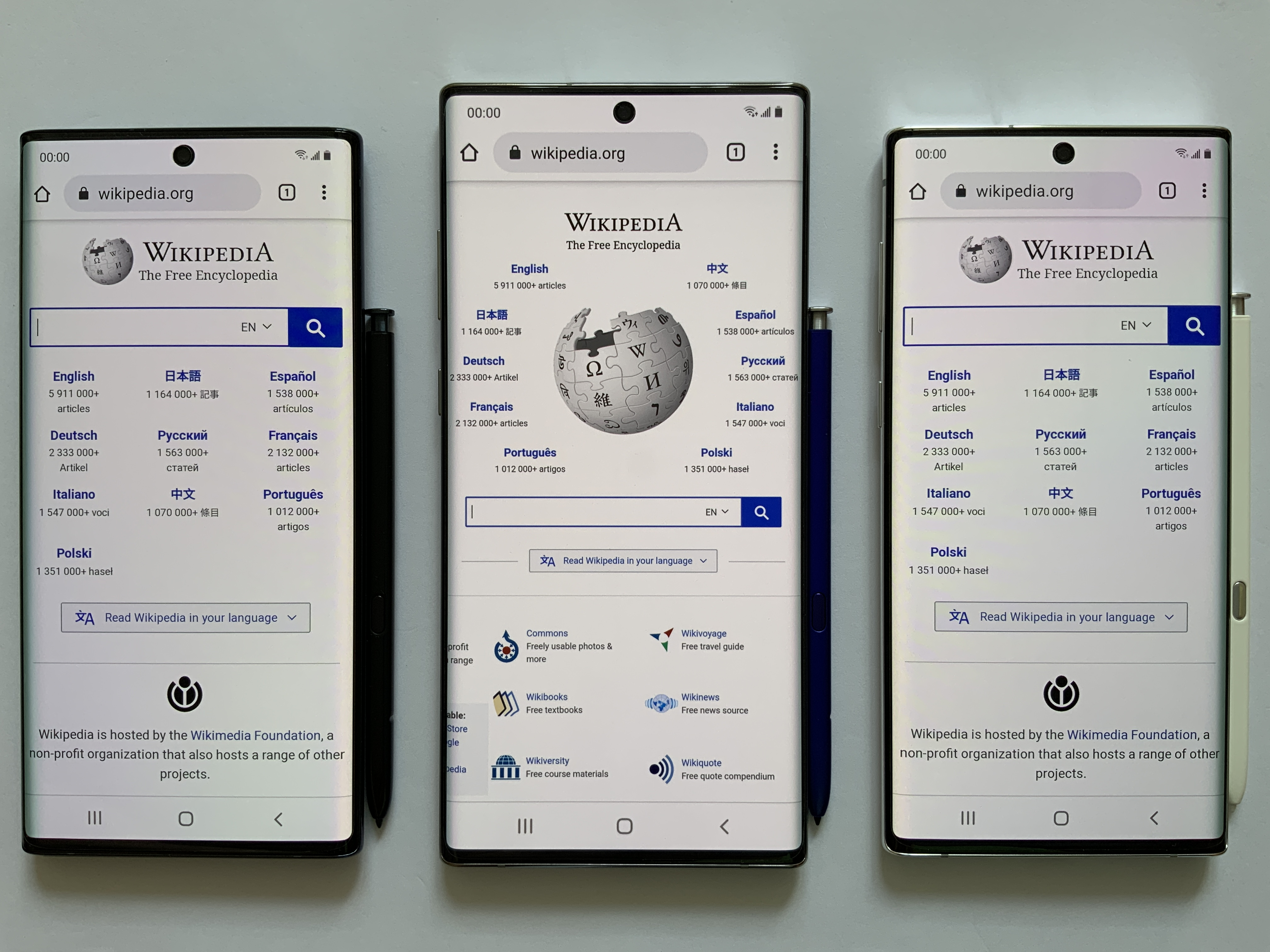
三星Galaxy Note10运行着瀏覽器移动应用

流動應用程式（英語： 或 ），常简稱為應用程式（app），或称手機軟體、手機應用程式、行動軟體、移动应用、手機app等，是指設計給智慧型手機、平板電腦等流動裝置運行的應用程式。

## 安装方式
和电脑软件一样，移动应用程序也需要在适当的操作系统中方可运行，目前比较主流的移动操作系统有Google领衔开发的Android，苹果公司开发的iOS和iPadOS。Java平台和诺基亚开发的Symbian曾经一度非常流行，但现已被淘汰。
若想安装移动应用程序，用户可以自行搜索该程序的安装包，将其下载至移动设备中进行安装，除了苹果公司开发的系统外，大部分移动操作系统都支持该方式。而现在较为流行的安装方式则是使用移动设备连接到流動軟體應用程式商店下載使用流動軟體應用程式，流動軟體應用程式商店除了可透過網頁瀏覽器如一般的網路商店般瀏覽與交易外，通常亦製作有專屬的app，讓使用者能一鍵進入，界面也較網頁更方便，除了提供app下载业务，应用商店也可以对已安装的程序进行管理，执行更新、卸载等操作。首先採用此商業模式的廠商是美國蘋果公司針對其行動裝置iPhone、iPad經營的App Store，之後Google也隨其行動作業系統Android一同推出自行經營的app商店Google Play。App Store以及Google Play是目前營收和下載量的前兩大app商店，其他应用商店有微軟公司的Microsoft Store、黑莓公司的黑莓世界、亞馬遜公司的Amazon Appstore、三星電子的三星Galaxy Store，諾基亞等厂商也有自己的应用商店，由于Google退出了中国大陆，中国大陆境内销售的Android设备通常配有设备厂商自行搭建的应用商店。
出于安全原因，操作系统开发者和设备制造商通常对移动设备进行权限管理，限制用户通过特定方式安装某些程序，如果用户确有需要，则可以通过root或越狱等手段破解设备获得超級使用者權限，以便绕开限制来安装程序。

## 收费
流動應用程式可以是免费或者收费的，收费类应用通常分为付费下载和应用内购买两种方式，对于前者，用户需要在开始使用前支付费用，付费后便可使用程序中的所有功能，无需另行付费；对于后者，用户可以免费下载安装，但是在使用特定功能前需要支付费用，很多电子游戏即采用此方式。此外，还有开发者虽然不向用户收费，但在程序中植入广告来获取收入。安装收费应用最简单的方式是通过app商店下載程式到目標流動設備，用户支付的费用由流動軟體應用程式開發者與app商店經營者拆帳，通常app商店方面收取收入之20%至30%，也有部分app商店向開發者額外收取註冊費或年費。
由于家庭成员之间经常会共用移动设备且移动支付流程简便，因此时常出现未成年人使用家长的设备未经允许偷偷在app内消费的案例，例如购买游戏道具、打赏网络主播等。对于该问题：
- 中华人民共和国最高人民法院认为“限制民事行为能力人未经其监护人同意……支出与其年龄、智力不相适应的款项，监护人请求网络服务提供者返还该款项的，人民法院应予支持”。[5]
- 中华民国经济部工业局认为“父母若主張未成年子女未經同意購買遊戲點數，可依遊戲公司公告規定，備妥證明文件申請退還尚未使用的點數，若點數已使用，例如已將點數透過遊戲機制轉換成虛擬寶物，則無法退費”。[6]

## “app”一词的读音
根据英语的总体规则而言，能作为一个单词读起来的缩写，都尽量不逐字母念，而“app”是“application”的截短（shortening）缩写，可以作为一个单词发音，故读作/æp/，但是在两岸三地和其它一些非英语地区，逐字母发音读作a-p-p（/eɪ-pi-pi/）的做法相当常见，甚至更为流行，成为主流说法。